# 西田正義
西田 正義（にした まさよし）は、日本のアニメ演出家、アニメ監督。

## 作品
1986年
- ドテラマン（動画）

1987年
- 赤い光弾ジリオン（動画）

1988年
- つるピカハゲ丸くん（作画）

1989年
- 戦え!超ロボット生命体 トランスフォーマーV（原画）
- 青いブリンク（動画）

1990年
- 三つ目がとおる（原画）

1991年
- おにいさまへ…（原画）

1993年
- マグマ大使（原画）
- ブラック・ジャック (OVA)（原画・プロップデザイン）

1994年
- 弁慶と牛若丸（作画監督）
- とっても! ラッキーマン（作画監督）
- SAMURAI SPIRITS 〜破天降魔の章〜（原画）
- BLUE SEED（原画）

1995年
- 昆蟲つれづれ草（作画監督）
- 忍空（作画監督・絵コンテ）

1996年
- みどりのマキバオー（作画監督・原画）
- 水色時代（作画監督）
- ブラック・ジャック 劇場版（原画）

1997年
- エルフ版 下級生 あなただけを見つめて…（OP・EDスタッフ）

1998年
- 烈火の炎（作画監督）
- ゴルゴ13〜QUEEN BEE〜（原画）

1999年
- MASTERキートン（作画監督・原画）
- 白鯨伝説（作画監督・原画）
- どっきりドクター（絵コンテ・演出・作画監督）
- リボンの騎士（作画監督）

2000年
- 「ガラスの地球を救え」ユニコ特別編（演出・作画監督）
- 名探偵コナン（原画）

2001年
- はじめの一歩（原画）
- メトロポリス（原画）

2003年
- ASTRO BOY 鉄腕アトム（絵コンテ・作画監督・原画・レイアウト）

2004年
- ASTRO BOY 鉄腕アトム 特別編（作画監督）
- ブラック・ジャック（脚本・演出・作画監督ほか）
- 火の鳥（キャラクターデザイン・絵コンテ・演出・作画監督）

2005年
- アイシールド21（監督・総監督・絵コンテ・動画ほか） ※一部、島西佐誉太名義

2006年
- ブラック・ジャック21（作画監督）

2007年
- もっけ（監督・全話絵コンテ）

2008年
- アリソンとリリア（監督・全話絵コンテ）
- 夏目友人帳（絵コンテ）※島西佐誉太名義
- スティッチ!（副監督・絵コンテ）

2009年
- はじめの一歩 New Challenger（絵コンテ）
- チーズスイートホーム あたらしいおうち（絵コンテ）
- こばと。（絵コンテ）
- スティッチ! 〜いたずらエイリアンの大冒険〜（副監督・絵コンテ）
- 青い文学シリーズ（絵コンテ）

2011年
- 魔法少女まどか☆マギカ（絵コンテ）
- SUPERNATURAL: THE ANIMATION（絵コンテ）
- バカとテストと召喚獣にっ!（絵コンテ）
- C3 -シーキューブ-（絵コンテ）
- 灼眼のシャナIII -Final-（絵コンテ）
- ブラック・ジャック FINAL（総監督） - KARTE12

2012年
- 坂道のアポロン（原画）
- ダンボール戦機W（絵コンテ）
- ココロコネクト（絵コンテ）
- 超訳百人一首 うた恋い。（絵コンテ）

2013年
- 超次元ゲイム ネプテューヌ THE ANIMATION（絵コンテ）
- 私がモテないのはどう考えてもお前らが悪い!（絵コンテ）
- はじめの一歩 Rising（絵コンテ・演出・原画）

2014年
- 家入レオミュージックビデオ『a boy』（アニメーション演出）
- 金色のコルダ Blue♪Sky（絵コンテ）
- サザエさん（演出）
- 遊☆戯☆王ARC-V（絵コンテ）

2015年
- 探偵歌劇 ミルキィホームズ TD（絵コンテ）
- 戦国無双（絵コンテ・演出・作画監督・原画）
- ONE PIECE（絵コンテ）
- ジョジョの奇妙な冒険 スターダストクルセイダース（絵コンテ）
- フューチャーカード バディファイト100（絵コンテ・作画監督・原画）
- VENUS PROJECT -CLIMAX-（絵コンテ）
- ヤング ブラック・ジャック（絵コンテ）

2016年
- 蒼の彼方のフォーリズム（第一原画）
- モンスターハンター ストーリーズ RIDE ON（絵コンテ）
- ブレイブウィッチーズ（絵コンテ）
- ドリフターズ（絵コンテ）
- タイガーマスクW（演出）

2017年
- CHAOS;CHILD（絵コンテ）
- アトム ザ・ビギニング（絵コンテ）
- 異世界食堂（絵コンテ）
- つうかあ（絵コンテ）

2018年
- 3D彼女 リアルガール（絵コンテ）
- おじゃる丸（絵コンテ）
- はたらく細胞（絵コンテ）
- ゆらぎ荘の幽奈さん（絵コンテ）
- 火ノ丸相撲（絵コンテ）

2019年
- Fairy gone フェアリーゴーン（絵コンテ）
- メルヘン・メドヘン（絵コンテ）
- 賢者の孫（絵コンテ）
- 戦×恋（絵コンテ）
- ライフル・イズ・ビューティフル（絵コンテ）
- アサシンズプライド（絵コンテ）

2020年
- 歌舞伎町シャーロック（絵コンテ）
- ヒーリングっど♥プリキュア（絵コンテ）
- A3!（絵コンテ）
- 魔王学院の不適合者 〜史上最強の魔王の始祖、転生して子孫たちの学校へ通う〜（絵コンテ）

2021年
- はたらく細胞BLACK（絵コンテ）
- Re:ゼロから始める異世界生活 2nd season（絵コンテ）
- さよなら私のクラマー（絵コンテ）
- 幼なじみが絶対に負けないラブコメ（絵コンテ）
- 乙女ゲームの破滅フラグしかない悪役令嬢に転生してしまった…X（絵コンテ）
- 東京リベンジャーズ（絵コンテ）
- ビルディバイド -＃000000-（絵コンテ）
- MUTEKING THE Dancing HERO（絵コンテ）
- 世界最高の暗殺者、異世界貴族に転生する（絵コンテ）
- トロピカル〜ジュ!プリキュア（絵コンテ）
- 先輩がうざい後輩の話（絵コンテ）

2022年
- リーマンズクラブ（絵コンテ）
- RPG不動産（絵コンテ）
- パリピ孔明（絵コンテ）
- 咲う アルスノトリア すんっ!（絵コンテ）
- はたらく魔王さま!!（絵コンテ）
- うたわれるもの 二人の白皇（絵コンテ）
- ラブオールプレー（絵コンテ）
- 金装のヴェルメイユ〜崖っぷち魔術師は最強の厄災と魔法世界を突き進む〜（絵コンテ）
- ちびまる子ちゃん（絵コンテ）
- 永久少年 Eternal Boys（絵コンテ）

2023年
- あやかしトライアングル（絵コンテ）
- うる星やつら（2022年版）（絵コンテ）
- The Legend of Heroes 閃の軌跡 Northern War（絵コンテ）
- 魔王学院の不適合者 II 〜史上最強の魔王の始祖、転生して子孫たちの学校へ通う〜（絵コンテ）
- 英雄王、武を極めるため転生す 〜そして、世界最強の見習い騎士♀〜（絵コンテ）
- ノケモノたちの夜（絵コンテ）
- ひろがるスカイ!プリキュア（絵コンテ）
- 異世界ワンターンキル姉さん 〜姉同伴の異世界生活はじめました〜（絵コンテ・作画監督）
- THE MARGINAL SERVICE（絵コンテ）
- 神無き世界のカミサマ活動（絵コンテ）
- Opus.COLORs（絵コンテ）
- てんぷる（作画監督）
- 実は俺、最強でした?（絵コンテ）
- 青のオーケストラ（絵コンテ）
- ゴブリンスレイヤーII（絵コンテ）
- キャプテン翼シーズン2 ジュニアユース編（絵コンテ）
- カノジョも彼女 Season 2（絵コンテ）

2024年
- 結婚指輪物語（絵コンテ）
- カードファイト!! ヴァンガード Divinez（絵コンテ）
- 七つの大罪 黙示録の四騎士（絵コンテ）
- ループ7回目の悪役令嬢は、元敵国で自由気ままな花嫁生活を満喫する（絵コンテ）
- じいさんばあさん若返る（監督・絵コンテ・演出・原画・OP絵コンテ/演出）
- 菜なれ花なれ（絵コンテ）
- キミと僕の最後の戦場、あるいは世界が始まる聖戦 Season II（絵コンテ）
- 神之塔 -Tower of God- 王子の帰還（絵コンテ）
- 魔王軍最強の魔術師は人間だった（絵コンテ）
- 魔王様、リトライ!R（絵コンテ）
- 合コンに行ったら女がいなかった話（絵コンテ）
- アオのハコ（絵コンテ）
- 結婚するって、本当ですか（絵コンテ）

2025年
- Übel Blatt〜ユーベルブラット〜（絵コンテ）
- 没落予定の貴族だけど、暇だったから魔法を極めてみた（絵コンテ）
- かくして!マキナさん!!（監督・絵コンテ・演出）
- 履いてください、鷹峰さん（絵コンテ）
- 神統記（テオゴニア）（絵コンテ）
- 日々は過ぎれど飯うまし（画コンテ）
- 渡くんの××が崩壊寸前（絵コンテ）